# Valdete Idrizi
Valdete Idrizi, née en 1973 à Mitrovica (Kosovo), est une militante sociale kosovare qui agit pour les droits des femmes, pour la paix et la reconstruction de relations entre les albanais et les serbes. Elle fait partie d'une minorité ethnique du Kosovo, du nord de Mitrovica. Elle a fondé et est la directrice de Community Building Mitrovica, une ONG qui a pour objectif la construction de la communauté dans la région de Mitrovica ainsi que la paix. Elle est également la directrice de Kosovo Foundation for Open Society.
En 2008, Valdete Idrizi reçoit, du département d'État des États-Unis, le Prix international de la femme de courage. En 2009, elle reçoit le Prix international Soroptimist pour la paix.

## Source
- (en) Cet article est partiellement ou en totalité issu de l’article de Wikipédia en anglais intitulé « Valdete Idrizi » (voir la liste des auteurs).